# Sites mégalithiques de l'Aube
Dans le département de l'Aube, le mégalithisme a duré environ un demi millénaire, de 2 500 à 2 000 ans av. J-C. Il s'est développé au Néolithique final ou plus précisément au Chalcolithique. Il est lié à l'essor de la culture dite de Seine-Oise-Marne.
Ces monuments se concentrent dans le quart nord-ouest du département, le long de quatre vallées : la Vanne, l'Orvin, l'Ardusson et le bassin Seine-Noxe-Resson.
| \| Troyes Bar-sur-Aube Nogent-sur-Seine \| Localisation des monuments mégalithiques dans le département. · : dolmen - : menhir - : autre site mégalithique |
| Troyes Bar-sur-Aube Nogent-sur-Seine |

## Typologie

### Dolmens
Le département ne compte plus que 11 dolmens encore visibles (dont 7 à leur emplacement initial) alors que l'on en recensait encore 61 à la fin du XIXe siècle. Ils se concentrent dans le Nogentais, souvent dénommés sous le vocable générique de « Pierre Couverte ». Ce sont des dolmens simples avec deux orthostates parallèles sur lesquels reposent une unique table de couverture. Seuls les dolmens de Dosnon et du Pavois diffèrent quelque peu. Les chambres sépulcrales sont assez petites (2 m de long, 1 m de large, 1 m de hauteur). Elles peuvent contenir de 2 à 5 sépultures. Ce modèle aubois du dolmen simple se retrouve aussi dans certaines communes voisines  de l'Yonne (dolmen de Lancy) et de la Marne (dolmen de Nuisy). Une seule allée couverte est connue, celle des Grèves de Frécul.
Aucun cairn dolménique et aucun couloir d'accès à la chambre n'a été conservé. Pour autant, d'après un ancien texte de Philippe Salmon, daté de 1881, il semble que l'un des dolmens de Bercenay-le-Hayer comportait un péristalithe. De même, d'après les constats opérés lors des fouilles des dolmens de Barbuise et du Pavois, il semble bien que les chambres des dolmens aubois étaient précédées d'un couloir de petite taille.

### Menhirs, alignements et cromlechs
Sur les 7 menhirs encore visibles (33 étaient recensés au XIXe siècle), cinq sont encore à leur emplacement initial. Comme souvent, la toponymie évoque d'anciens monuments désormais disparus : des lieux-dits comme « Pierre Fritte » (Fiche ou Fite), la « Haute Pierre », la « Grande Borne »... en témoignent. La taille des menhirs aubois varie de 1,25 m (Pierre-au-Coq) à 3,20 m (Grande Pierre).
Trois alignements, désormais disparus, sont connus par des dessins anciens : celui de Bercenay-le-Hayer dessiné par Camut-Chardon en 1832, celui d'Avon-la-Pèze et celui de Villenauxe-la-Grande. Un cromlech aurait existé à Saint-Loup-de-Buffigny, quant à celui de Saint-Aubin il n'en demeure que la Pierre des Autels.

### Polissoirs
Le mégalithisme aubois comporte un grand nombre de polissoirs : 16 sont visibles sur les 49 recensés. Cette abondance s'explique par la coexistence fréquente de silex et de blocs de grès dans le sous-sol crayeux. Ainsi de véritables carrières de silex ont été mises au jour à Villemaur-sur-Vanne lors de la construction de l'autoroute de Paris à Troyes et c'est aussi à Villemaur-sur-Vanne qu'a été découvert le polissoir dit de la Pierre aux dix doigts.
Avec le temps leur utilité s'étant perdue, la présence de ces curieuses rainures a pu être interprétée comme une manifestation du diable ou d'esprits malfaisants. Certains polissoirs ont alors été christianisés, leur nom en garde encore aujourd'hui le témoignage : « Pierre Saint-Éloi », « Pierre Saint-Martin », « Pierre Saint-Loup ».

## Art et mobilier funéraire
Bien que les mégalithes attribués à la culture Seine-Oise-Marne, notamment des allées couvertes, comportent généralement une ou plusieurs représentations du motif de la « déesse-mère », les bâtisseurs des mégalithes aubois n'ont eux laissés aucune gravure sur les dolmens ou les menhirs qu'ils ont érigés.
Le mobilier funéraire retrouvé dans les sépultures est quant à lui « très pauvre en quantité et en qualité ». Il se limite le plus souvent à quelques haches et couteaux en silex, à des éléments de parure assez rudimentaires (perles, dents) et à des fragments de poterie. Ce mobilier est associé aux sépultures, mélangé aux ossements sans aucune disposition particulière.

## Inventaire
C'est à Joseph-Georges Camut-Chardon que l'on doit la première description connue des mégalithes de l'Aube en 1832. Par la suite, plusieurs publications d'érudits locaux (Henry d'Arbois de Jubainville, Théophile Boutiot) attribuent ces monuments aux Celtes. Les premiers inventaires, réalisés dans un souci de protection, paraissent en 1864, en 1878 et en 1881. C'est aussi en 1881 que Philippe Salmon recense pour toutes les communes du département 69 dolmens, 33 menhirs et 34 polissoirs. Si un grand nombre de pierres ont malheureusement été débitées pour la construction des habitations ou pour fabriquer des pavés, au cours du XIXe siècle la prise de conscience de leur nécessaire protection, impulsée notamment par la Société académique de l’Aube, aboutit pour certains monuments à leur classement ou poussent certains de leurs propriétaires à les confier au musée Saint-Loup de Troyes.
En 1927, Paul de Mortillet recensait encore plus de 130 mégalithes dans le département dont 49 polissoirs. Aujourd'hui, il ne reste plus que 34 monuments mégalithiques dont 16 polissoirs. En 2020, à Trancault, un dolmen répertorié par le Service National d'Archéologie a été détruit par un agriculteur pour faire pousser ses betteraves.
| Nom usuel                           | Commune                   | Remarque              | Protection        | Coordonnées                                              | Illustration                        |
| ----------------------------------- | ------------------------- | --------------------- | ----------------- | -------------------------------------------------------- | ----------------------------------- |
| Pierre-au-Coq                       | Avant-lès-Marcilly        | menhir                | Classé MH (1889)  | 48° 26′ 53″ N, 3° 34′ 24″ E                              | Pierre-au-Coq                       |
| Polissoir des Ormeaux               | Avant-lès-Marcilly        |                       |                   | 48° 26′ 22″ N, 3° 33′ 41″ E                              |                                     |
| Cromlech d'Avon-la-Pèze             | Avon-la-Pèze              |                       | détruit           |                                                          |                                     |
| Allée couverte des Grèves de Frécul | Barbuise                  |                       | Inscrit MH (1993) | déplacée au Musée Saint-Loup 48° 18′ 03″ N, 4° 04′ 48″ E | Allée couverte des Grèves de Frécul |
| Dolmen des Grèves de Frécul         | Barbuise                  |                       |                   | 48° 32′ 23″ N, 3° 33′ 14″ E                              |                                     |
| Grande Borne                        | Barbuise                  |                       |                   | déplacé au Musée Saint-Loup 48° 18′ 03″ N, 4° 04′ 48″ E  | Grande Borne                        |
| Pierre Couverte                     | Bercenay-le-Hayer         |                       | Classé MH (1959)  | 48° 20′ 28″ N, 3° 36′ 24″ E                              | Pierre Couverte                     |
| Pierres aux cœurs                   | Bercenay-le-Hayer         | cromlech              | détruit           |                                                          |                                     |
| Pierre Couverte                     | Bourdenay                 |                       | ruiné             |                                                          |                                     |
| Polissoir                           | Bucey-en-Othe             | authenticité douteuse |                   |                                                          |                                     |
| Dolmen de Crancey                   | Crancey                   | ruiné                 |                   | 48° 30′ 50″ N, 3° 37′ 00″ E                              |                                     |
| Dolmen de Dosnon                    | Dosnon                    | ruiné                 |                   |                                                          |                                     |
| Dolmen de Vamprin                   | Marcilly-le-Hayer         |                       | Classé MH (1936)  | 48° 21′ 14″ N, 3° 37′ 04″ E                              | Dolmen de Vamprin                   |
| Dolmen des Blancs Fossés            | Marcilly-le-Hayer         |                       | Classé MH (1936)  | 48° 20′ 52″ N, 3° 37′ 16″ E                              | Dolmen des blancs Fosses            |
| Polissoir des Goupies               | Marcilly-le-Hayer         |                       |                   | exposé au Musée des beaux-arts de Troyes                 |                                     |
| Polissoir du Bois des Tannières     | Marcilly-le-Hayer         |                       |                   | exposé au Musée des beaux-arts de Troyes                 | Polissoir du Bois des Tannières     |
| Polissoir du Champ Soyer            | Marcilly-le-Hayer         |                       |                   | exposé au Musée des beaux-arts de Troyes                 | Polissoir du Champ Soyer            |
| Polissoir de Saint-Loup-de-Buffigny | Nogent-sur-Seine          |                       |                   | exposé au Musée des beaux-arts de Troyes                 |                                     |
| Polissoir d'Ossey-les-Trois-Maisons | Ossey-les-Trois-Maisons   |                       |                   | exposé au Musée des beaux-arts de Troyes                 | Polissoir d'Ossey-les-Trois-Maisons |
| Polissoirs du Chesnaye              | Pouy-sur-Vannes           | 2 polissoirs          |                   | exposés au Musée des beaux-arts de Troyes                | Polissoirs du Chesnaye              |
| Pierre à Massicault                 | Rigny-le-Ferron           | polissoir             |                   | 48° 12′ 57″ N, 3° 38′ 35″ E                              |                                     |
| Pierre des Autels                   | Saint-Aubin               | cromlech éventuel     | ruiné             | 48° 29′ 01″ N, 3° 34′ 57″ E                              | Pierre des Autels                   |
| Menhir de la Grande-Pierre          | Saint-Aubin               |                       | Inscrit MH (1993) | 48° 29′ 02″ N, 3° 32′ 48″ E                              | Menhir de la Grande-Pierre          |
| Cromlech de Saint-Loup-de-Buffigny  | Saint-Loup-de-Buffigny    |                       | détruit           |                                                          |                                     |
| Pierre à l'Abbé                     | Saint-Loup-de-Buffigny    |                       | Inscrit MH (1993) | 48° 26′ 01″ N, 3° 37′ 29″ E                              | Pierre à l'Abbé                     |
| Dolmen du Pavois                    | Saint-Nicolas-la-Chapelle |                       | Inscrit MH (1993) | 48° 31′ 33″ N, 3° 29′ 11″ E                              | Dolmen du Pavois                    |
| Pierre Aiguë                        | La Saulsotte              |                       | Inscrit MH (1993) | 48° 33′ 19″ N, 3° 30′ 11″ E                              | Pierre Aiguë                        |
| Pierre-au-Coq                       | Soligny-les-Étangs        |                       | Classé MH (1959)  | 48° 23′ 14″ N, 3° 31′ 33″ E                              | Menhir de la Pierre-au-Coq          |
| Polissoir de Soligny-les-Étangs     | Soligny-les-Étangs        |                       |                   | 48° 23′ 14″ N, 3° 31′ 33″ E                              | Polissoir de Soligny-les-Étangs     |
| Pierre aux dix doigts               | Villemaur-sur-Vanne       |                       | Inscrit MH (1993) | 48° 15′ 16″ N, 3° 41′ 57″ E                              | Pierre aux dix doigts               |
| Pierre des Ecomines                 | Villemaur-sur-Vanne       | polissoir             |                   | 48° 15′ 27″ N, 3° 43′ 40″ E                              |                                     |
| Cromlech et dolmen de Montarpont    | Villenauxe-la-Grande      |                       | détruits          |                                                          |                                     |
| Dolmen des Prés du Château          | Villenauxe-la-Grande      | ruiné                 |                   |                                                          |                                     |